# Anna Joséphine Dufour-Onofrio
Anna Joséphine Dufour-Onofrio (Lyon, 10 oktober 1817 - Thal, 15 augustus 1901) was een Italiaans-Zwitserse onderneemster en filantrope.

## Biografie
Anna Joséphine Dufour-Onofrio was een dochter van Michele Gaetano Onofrio, die afkomstig was uit Turijn en die in Lyon actief was als tulefabrikant. In 1840 trouwde ze met Pierre Antoine Dufour.
Na het overlijden van haar echtgenoot in 1842 nam Dufour-Onofrio de uitbating van de zijdedraadfabriek Dufour & Co. in Thal op zich. In 1890 stapte Christoph Tobler mee in de zaak, al had hij reeds sinds 1872 een leidinggevende functie in de onderneming.
Dufour-Onofrio was ook actief op sociaal vlak. Zo richtte ze voor haar arbeiders een ziektekas en een pensioenkas op. Ze investeerde belangrijke bedragen in zowel Rheineck als Thal, waar ze een ziekenhuis liet bouwen. Haar filantropie leverde haar de bijnaam 'Madame Dufour' op en maakte haar ook populair in de streek.